# Joseph de Hohenzollern-Sigmaringen
Titre
Prince de Hohenzollern-Sigmaringen
20 octobre 1715 – 8 décembre 1769
(54 ans, 1 mois et 18 jours)
Joseph de Hohenzollern-Sigmarigen (en allemand : Joseph Franz Ernst Meinrad Karl Anton von Hohenzollern-Sigmaringen) né à Sigmaringen le 24 mai 1702 et décédé à Haigerloch (château de Haag) le 8 décembre 1769 est un membre de la maison de Hohenzollern-Sigmaringen.
Il est prince régnant de Hohenzollern-Sigmaringen de 1715 (d'abord sous la régence de sa mère) à 1769 et comte de Hohenzollern-Haigerloch de 1767 à 1769.

## Famille
Il est le fils aîné parmi les quatre enfants de Meinrad II de Hohenzollern-Sigmaringen et de Jeanne de Montfort.

### Mariages et descendance[4],[1]
Le 20 mai 1722, Joseph de Hohenzollern-Sigmaringen épouse à Oettingen Marie-Françoise comtesse d'Oettingen-Spielberg (Oettingen 21 mai 1703, Sigmaringen 29 novembre 1737) fille de François-Albert, comte puis 1er Prince d'Oettingen-Spielberg et de Marie-Jeanne, baronne von Schwendl.
Six enfants sont nés de cette première union  :
- Charles Frédéric de Hohenzollern-Sigmaringen (1724-1785), prince de Hohenzollern-Sigmaringen (Karl Friedrich Leopold Joseph) (Sigmaringen 9 janvier 1724 - Krauchenwies 20 décembre 1785)
- Marie-Jeanne (Maria Johanna) de Hohenzollern-Sigmaringen (Sigmaringen 13 novembre 1726 - Sigmaringen 9 avril 1793), Chanoinesse de Buchau.
- Amélie (Maria Amalie Franziska) de Hohenzollern-Sigmaringen (Sigmaringen 8 mai 1729 - Sigmaringen 4 mai 1730)
- Meinrad (Meinrad Ferdinand Joseph) de Hohenzollern-Sigmaringen (Sigmaringen 20 octobre 1732 - Sigmaringen 8 juin 1733)
- Marie-Anne (Maria Anna Theresia) de Hohenzollern-Sigmaringen (Sigmaringen 16 août 1736 - Sigmaringen 16 août 1736).
- Un fils mort-né (Sigmaringen 29 novembre 1737 - Sigmaringen 29 novembre 1737)

Veuf, Joseph de Hohenzollern-Sigmaringen épouse en secondes noces, le 5 juillet 1738 Judith, comtesse von Closen (Munich 30 avril 1718 - Sigmaringen 9 mai 1743), fille de Georges François Antoine, Baron von Closen zu Gern et de Marie-Thérèse, comtesse de Montfort.
Trois enfants (dont aucun n'atteindra l'âge adulte) sont nés de cette seconde union :
- Charles Albert Joseph ((Karl Albert Joseph) de Hohenzollern-Sigmaringen (Sigmaringen 24 mars 1741 - Sigmaringen 23 mai 1741)
- Amélie (Maria Amalia Josepha) de Hohenzollern-Sigmaringen (Sigmaringen 29 mai 1742 - Sigmaringen 27 août 1742)
- Thérèse (Maria Theresia Philippina) de Hohenzollern-Sigmaringen (Sigmaringen 15 avril 1743 - Sigmaringen 11 août 1743).

De nouveau veuf, Joseph de Hohenzollern-Sigmaringen épouse en troisièmes noces le 22 octobre 1743 Marie-Thérèse de Waldbourg-Trauchbourg (Dürmentingen 3 mars 1696 - Langenenslingen 7 mai 1761), fille de Christophe-François, Comte de Waldbourg-Trauchbourg et de Marie-Sophie, comtesse d'Oettingen-Wallerstein. Aucune postérité n'est issue de cette union.

## Biographie
Joseph de Hohenzollern-Sigmaringen est élevé à Vienne dans le contexte troublé de la Guerre de succession d'Espagne. Il y demeure alors que sa famille rentre à Sigmaringen en 1714. Il succède à son père le 20 octobre 1715, mais étant donné son jeune âge (13 ans), il est placé sous la régence de sa mère jusqu'en 1720.
Peu avant 1720, Joseph intègre l'armée autrichienne dans laquelle il acquiert le grade de général de cavalerie. Il soutient ensuite la candidature de la Bavière électorale à l'élection de l'empereur des Romains. Une fois élu, Charles VII lui confère la qualité impériale de "Geheimrat" (conseiller secret).
Chasseur passionné, Joseph crée en 1727 le parc de Josefslust à Sigmaringen. En 1736, il fait moderniser et transformer le château de Sigmaringen. Il construit l'église Saint-Jean, la chapelle Saint-Joseph à Sigmaringen, ainsi que l'église Sainte-Anne à Haigerloch.
Reconnu comme mécène il favorise les artistes de son temps tels que Johann Michael Feuchtmayer, Johann Georg Weckenmann  et Andreas Meinrad von Ow. 
Il a également apporté son concours efficace dans la canonisation de Saint Fidèle de Sigmaringen en 1746 et soutenu financièrement nombre d'écoles et d'églises.

## Généalogie
Joseph de Hohenzollern-Sigmaringen appartient à la lignée de Hohenzollern-Sigmaringen issue de la quatrième branche, elle-même issue de la première branche de la Maison de Hohenzollern. Cette lignée appartient à la branche souabe de la dynastie de Hohenzollern, elle donna des rois à la Roumanie. Joseph de Hohenzollern-Sigmaringen est l'ascendant de Michel Ier de Roumanie.